# Gabeldichtring

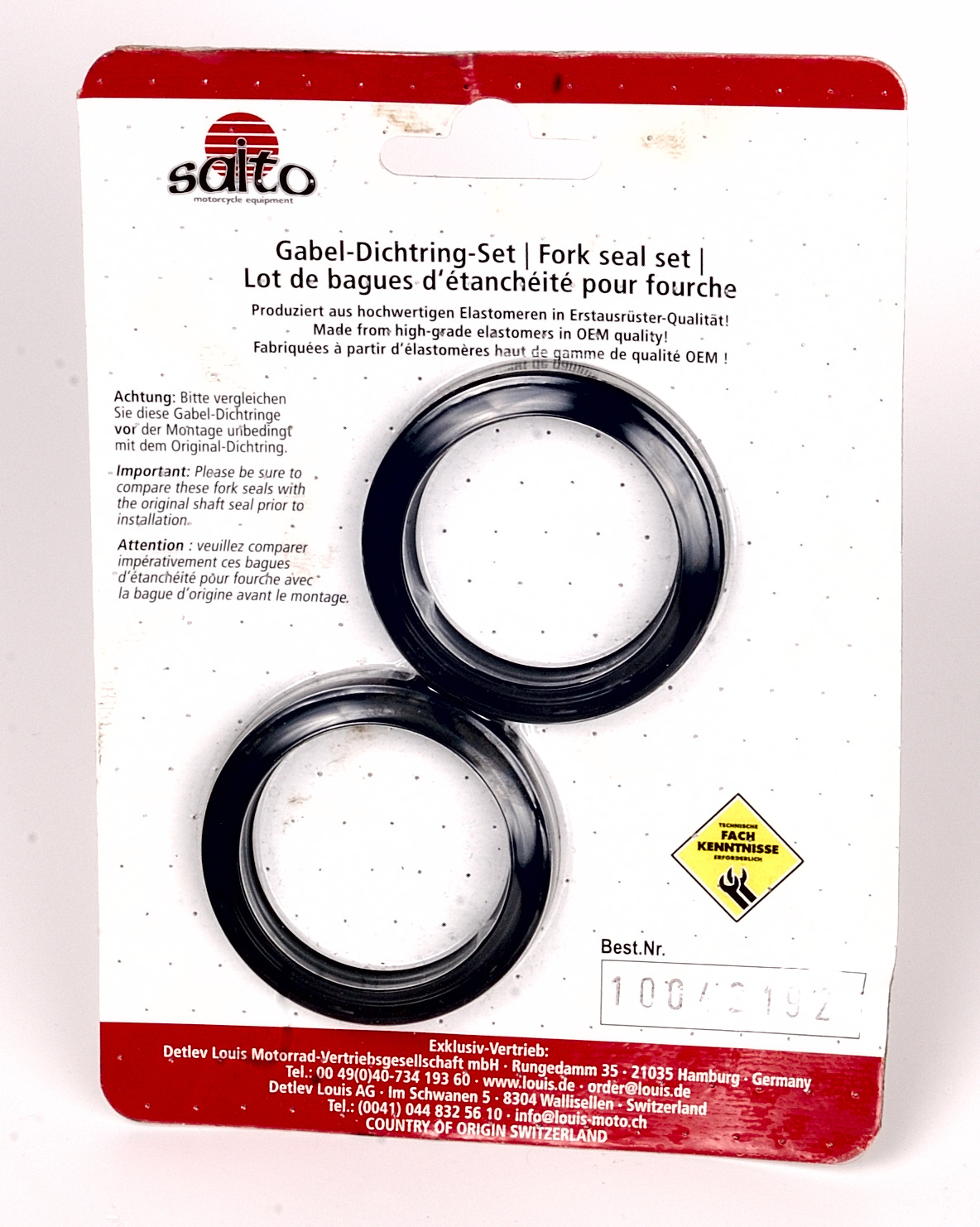
Gabeldichtringe für eine Kawasaki Zephyr 750 C

Als Gabeldichtringe bezeichnet man die zwischen dem äußeren und inneren Gabelrohr angebrachten öldichten Simmerringe an der Motorradgabel.

## Beschreibung
Im Grunde handelt es sich hierbei um eine Fehlkonstruktion, da die eingesetzten Wellendichtringe konstruktiv auf die Abdichtung sich drehender Wellen ausgelegt sind und nicht auf die von sich in axialer Richtung verschiebenden Hydraulik-Stempeln. Die Gabeldichtringe sind daher durch Betriebsbewegungen, Korrosion der inneren Gabelrohre und vor allem durch Verschmutzungen am inneren Gabelrohr, die durch die Federbewegung unter die Dichtringsmanschette getrieben werden, einem ständigen Verschleiß unterworfen.
Um den Verschleiß zu minimieren, waren früher Faltenbälge weit verbreitet, sind aber heute praktisch nur noch bei Enduros und anderen Geländesport-Motorrädern anzutreffen. Straßenmotorräder besitzen dagegen heute mitunter kurze Schutzschilde, um die Belastung der Chromschicht auf den Gabelrohren durch anprallende Fremdkörper zu minimieren.
Ein weiterer konstruktiver Nachteil besteht in der durch die vorgespannten Dichtringe bedingten Losbrechkraft der Vorderradfederung.
Feine Ölspuren, die beim Ausfedern am Standrohr zurückbleiben, weisen auf die Notwendigkeit eines baldigen Austauschs hin, da ansonsten die Gefahr besteht, dass austretendes Schmieröl auf die Bremsscheibe tropft, was deren Wirkung gegen Null reduziert.